# Олеандр
Олеа́ндр (лат. Nérium) — монотипный род цветковых растений семейства Кутровые (Apocynaceae). Единственный вид — Олеандр обыкновенный (Nerium oleander, в литературе для наименования этого вида нередко используют то же русское название, что и для рода Nerium, — «олеандр»), кустарник, широко распространённый в субтропических регионах планеты.
В качестве декоративного растения олеандр широко используется в ландшафтном дизайне в регионах с субтропическим климатом. Культивируется и как красивоцветущее комнатное растение.
Олеандр — ядовитое растение, поэтому при его культивировании требуется осторожность. В соке олеандра содержится ряд сердечных гликозидов, некоторые из которых находят медицинское применение.

## Название
Родовое название Nerium образовано от др.-греч. νερος (neros) — сырой, что связано с местообитанием растения. Видовой эпитет oleander происходит, возможно, от лат. olea — олива и др.-греч. ἀνήρ (aner) или ανδρος (andros) — мужчина.

## Распространение
|  |
|  |
|  |
|  |

Родина олеандра — обширная полоса сухих и полусухих субтропиков от Марокко и Португалии на западе до Южного Китая на востоке. Дикий олеандр часто занимает русла пересыхающих рек (крики, вади).
На территории бывшего СССР выращивается на Южном берегу Крыма, Черноморском побережье Кавказа, в Закавказье, южных районах Средней Азии.

## Ботаническое описание

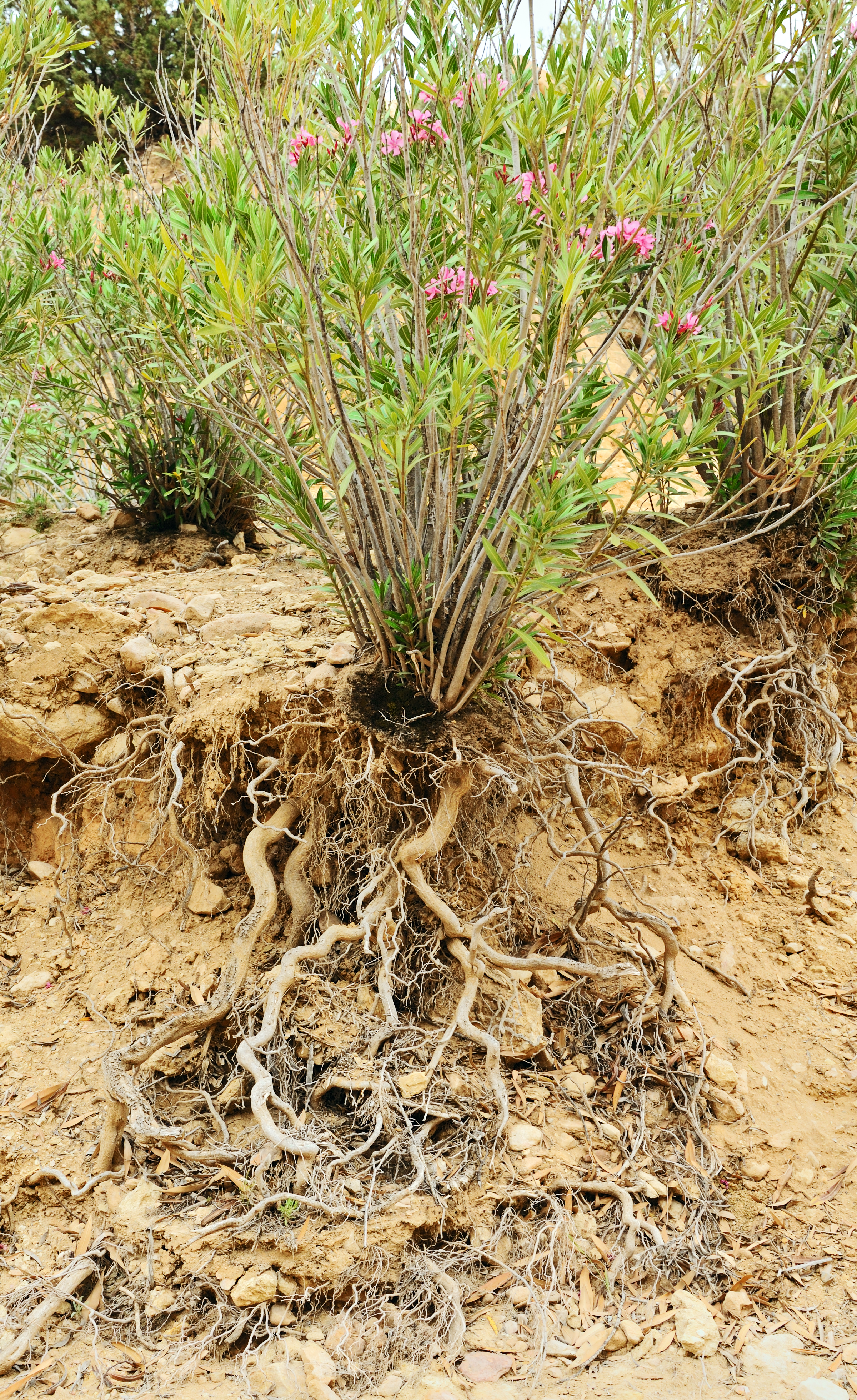
Дикое растение олеандра с оголёнными корнями. Тунис

Олеандр — крупный вечнозелёный кустарник с ветвящимися стеблями буроватого цвета, покрытыми округлыми чечевичками. Листья узкие, до 10—15 см длиной и до 3 см шириной, ланцетные или линейно-ланцетные, цельнокрайные или неясногородчатые, на коротких черешках, голые, кожистые, со светлой срединной жилкой, расположены супротивно или в мутовкаx по 3 или 4.
Цветки олеандра яркие, крупные, пятичленные, в щитковидных соцветиях на концах побегов.
Венчик может иметь различную окраску: наиболее обычны белые и розовые лепестки, реже встречаются красные и жёлтые (желтоватые). Выведено множество сортов олеандра с цветками различной окраски и формы, в том числе с махровыми цветками. Время цветения зависит от климата, может продолжаться с июня по октябрь.
Плоды — многосемянные листовки, достигающие в длину примерно 10 см. Семена имеют перистые хохолки.

## Токсичность

Структура гликозида олеандрина

Все части растения ядовиты, что связано с содержанием в них олеандрина, корнерина и других сердечных гликозидов. Сок олеандра, употреблённый внутрь, вызывает сильные колики у людей и животных, рвоту и диарею, а затем приводит к серьёзным проблемам в деятельности сердца и центральной нервной системы. Содержащиеся в нём сердечные гликозиды могут вызвать остановку сердца. В связи с ядовитостью растения его не рекомендуется размещать в детских учреждениях и в домах, где проживают дети и животные.

## Медицинское применение
В качестве лекарственного сырья используют лист олеандра (лат. Folium Oleandri), содержащий кардиотонические гликозиды, главный из которых монозид олеандрин, производное олеандригенина.
Препараты, получаемые из листьев, — нериолин и корнерин, обладающие выраженными кумулятивными свойствами, — ранее применяли в растворах и таблетках как кардиотоническое средство при различных нарушениях сердечно-сосудистой деятельности. В настоящее время препараты олеандра в России не применяются.

## Культивирование

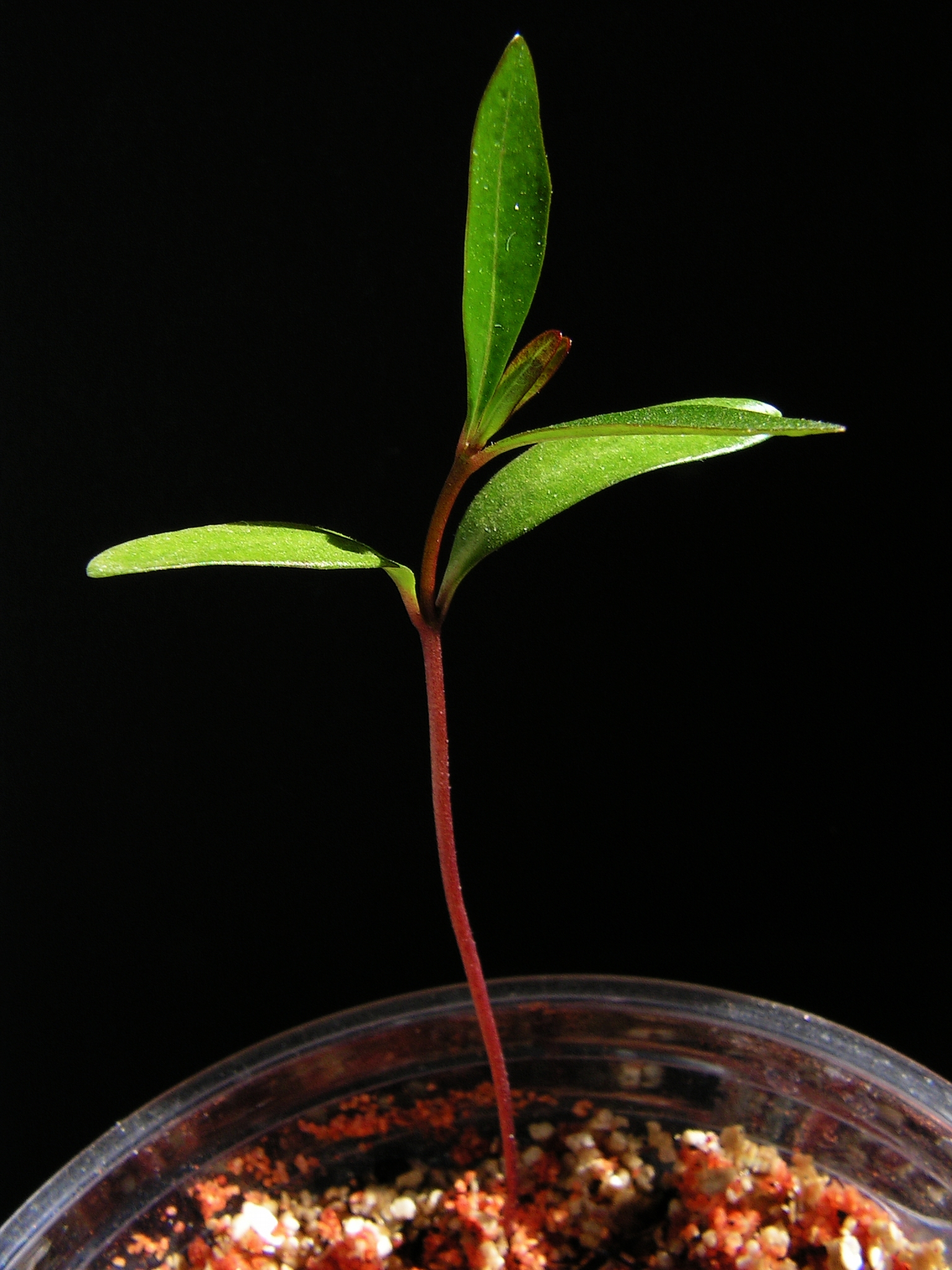
Сеянец олеандра в возрасте двух месяцев (высота растения — около 9 см)

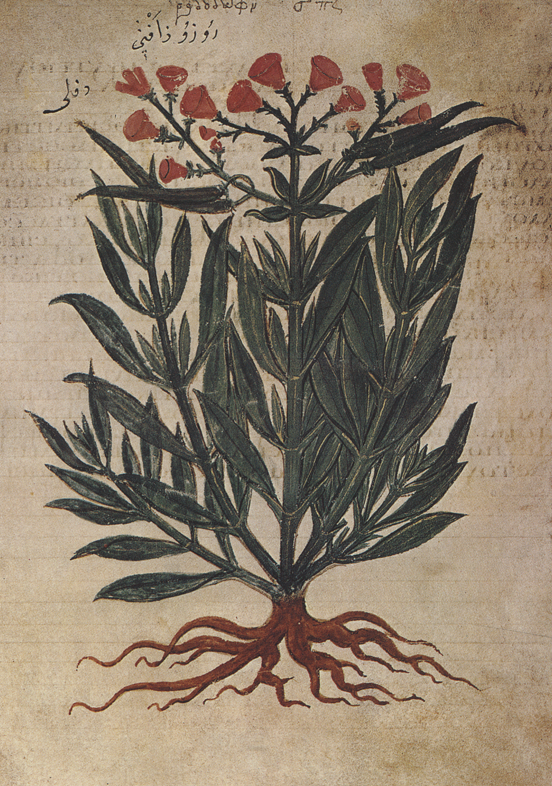
Nerium oleander (Венский Диоскорид, Византия, VI век)

Растение засухоустойчивое, но теплолюбивое, хотя и выносит зимние непродолжительные понижения температуры до минус 10 °C. Идеально произрастает в условиях средиземноморского климата.
В условиях более холодного климата олеандр выращивают как кадочное растение с зимним содержанием в помещении (в теплице, оранжерее), а также как комнатное растение.
Агротехника
Цветёт в домашних условиях обильно несколько раз в год. Цветки — с сильным запахом, не рекомендуется держать олеандр в спальне. Для активного и длительного цветения растению требуется яркое солнечное освещение. Почва должна быть хорошо дренированной.
Размножение — весной семенами, черенками, летом отводками.
В том случае, если ветви слишком сильно вытягиваются в высоту, куст можно омолодить, коротко обрезав ветви весной.
Сорта
Выведено множество сортов олеандра, отличающиеся габитусом (в том числе высотой взрослых растений — от 1,8 до 3,5 м), окраской листвы, окраской венчика; у некоторых сортов цветки простые, у других — махровые (с увеличенным числом лепестков).

## Систематика
Ранее род Nerium L. рассматривался как олиготипный, обычно указывалось на существование трёх видов, однако позже было общепризнано, что нет существенных оснований для выделения видов Nerium indicum Mill. (Олеандр индийский) и Nerium odorum Sol. (Олеандр душистый). Оба этих названия сейчас входят в синонимику вида Nerium oleander L. (Олеандр обыкновенный).

## История
Нериум олеандр имеет историю выращивания, насчитывающую тысячелетия, особенно среди великих древних цивилизаций Средиземноморского бассейна. Олеандр был очень популярным декоративным кустарником в римских перистилях; это одно из растений, наиболее часто изображавшийся на фресках в Помпеях и других местах Италии. 